# Wilhelm Schack
Wilhelm Karl Fritz Schack (* 19. Mai 1869 in Hamburg; † 1944 in Sielbek-Uklei) war ein deutscher Kaufmann, Schriftsteller, Politiker und Mitglied des Deutschen Reichstags.

## Leben
Schack besuchte in seiner Heimatstadt die Kirchenschule von St. Nikolai und später verschiedene höhere Handelslehranstalten. Er absolvierte eine kaufmännische Lehre in Hamburg von 1884 bis 1887 und war seit 1. Januar 1896 Vorsteher des Deutschnationalen Handlungsgehilfen-Verbandes. Vorstandsmitglied verschiedener nationaler und wirtschaftlicher Verbände.
Von 1899 bis 1907 war er Mitglied der Hamburgischen Bürgerschaft und ab November 1905 des Deutschen Reichstags für den Reichstagswahlkreis Großherzogtum Sachsen-Weimar-Eisenach 2 (Eisenach, Dermbach) und die Deutschsoziale Partei.
Sein Mandat legte er im Verlauf der Triolen-Affäre am 27. November 1909 nieder. Er hatte 1909 in einer Annonce eine Reisebegleiterin gesucht und dieser unter dem Pseudonym Triole eine Dreierbeziehung mit seiner Frau angeboten. In der Folge wurde ihm durch ein ärztliches Gutachten eine krankhafte Störung der Geistesfähigkeit attestiert, wodurch es nicht zu einer Bestrafung kam.

## Werke
als Autor
- Das Recht der Handlungsgehilfen. 1900.
- Kaufmännische Schiedsgerichte. 1901.
- Der Arbeitsnachweis im Handelsgewerbe. 1902.
- Die Sonntagsruhe in Handelsgewerbe. 1902.
- Aus der Frühlingszeit. In: Festschrift zum elften deutschen Handlungsgehilfentag und elften Verbandstag des Deutschnationalen Handlungsgehilfen-Verbandes 11. bis 15. Juni 1909 in Stuttgart. Stuttgart: Ortsgruppe Stuttgart des DHV 1909, S. 5–9.

als Herausgeber
- Liederbuch deutschnationaler Handlungsgehilfen. 11. Auflage. Deutschnationaler Handlungsgehilfen-Verband, Hamburg 1904.